# Ken Frost
Ken Frost (* 15. Februar 1967 in Rødovre) ist ein ehemaliger dänischer Bahnradsportler.
Als Junior gewann Ken Frost 1985 die Internationale 3-Etappen-Rundfahrt. In den folgenden Jahren wurde er siebenmal dänischer Meister bei den Amateuren, viermal in der Mannschaftsverfolgung und dreimal im Punktefahren.
Der größte Erfolg seiner Laufbahn war der Gewinn der Bronzemedaille bei den Olympischen Spielen 1992 in Barcelona in der Mannschaftsverfolgung, gemeinsam mit Jan Bo Petersen, Jimmi Madsen, Klaus Kynde Nielsen und Michael Sandstød. Vier Jahre zuvor, bei den Spielen in Seoul, hatte der dänische Bahnvierer mit Frost Rang acht belegt.
Der Radrennfahrer Dan Frost ist sein Bruder.